# لئونارد پی زکیم
لئونارد پی زکیم (انگلیسی: Leonard P. Zakim; ۱۷ نوامبر ۱۹۵۳ – ۲ دسامبر ۱۹۹۹) اهل ایالات متحده آمریکا بود. یک رهبر مذهبی و حقوق مدنی یهودی-آمریکایی در بوستون بود. زکیم در سال ۱۹۹۹ پس از پنج سال مبارزه با سرطان مغز استخوان درگذشت.
به دلیل گرد هم آوردن کاتولیک‌ها و یهودیان در بوستون، در سفر نوامبر ۱۹۹۹ خود به رم، از طرف پاپ ژان پل دوم به عنوان شوالیه گرگوری قدیس مفتخر شد.